# 매디슨 스퀘어 가든
매디슨 스퀘어 가든(영어: Madison Square Garden, 영어: MSG)은 미국 뉴욕주 뉴욕에 위치한 실내 경기장이다. 미국 헌법의 주요 저자 중 하나인 미국 4대 대통령 제임스 매디슨의 이름을 따서 명명되었다. NBA 30개 경기장 중에서 기업 스폰서의 이름을 따서 명명되지 않은 유일한 경기장이면, 1968년 2월에 개장한 NBA 30개 경기장중에서 가장 오래된 경기장이다.
현재 NBA 뉴욕 닉스와 NHL 뉴욕 레인저스의 홈경기장으로 사용하고 있으며, 과거 WHA 뉴욕 레이더스와 뉴욕 골든 블레이즈 그리고 WNBA 뉴욕 리버티의 홈경기장으로 사용했다.
프로레슬링의 성지라고 불리는 경기장이며, 수 많은 레슬링 흥행이 이루어졌던 곳이다. 대표적으로 역사적인 WWE 레슬매니아 1이 이 경기장에서 열렸으며, 10주년 단위로 레슬매니아 10과 20이 개최되었다. 예외적으로 30은 메르세데스-벤츠 슈퍼돔에서 개최되었다.
2016년에는 UFC의 뉴욕 첫 PPV인 UFC205가 열렸다.
리그 오브 레전드 월드 챔피언십 2016 4강 경기가 이 곳에서 열렸다.

## 역사

### 1기
1879년에 세워졌고  지붕이 없어 악천후에서는 경기를 하는 것이 매우 불편했다.

### 2기
1890년에 세워졌고, 지금의 매디슨 스퀘어 가든과는 다른 곳이다. ‘MSG의 건축가’ 스탠포드 화이트가 피살된 곳이었다.

### 3기
1925년 현재 위치와 같다. 건축가 Thomas W. Lamb이 디자인했다.

### 4기
1968년에 문을 열었다. 현재 건물은 31번가와 33번가 7번 애브뉴에 위치한다.
대한 유리와 금속 콜로세움을 연상시키는 오늘날의 매디슨 스퀘어 가든 건물은 텍사스주 엘패소 출신의 건축가 로버트 E. 매키가 디자인했다.

## 같이 보기
- 시드니 오페라 하우스
- 로열 앨버트 홀